# Jan van Os

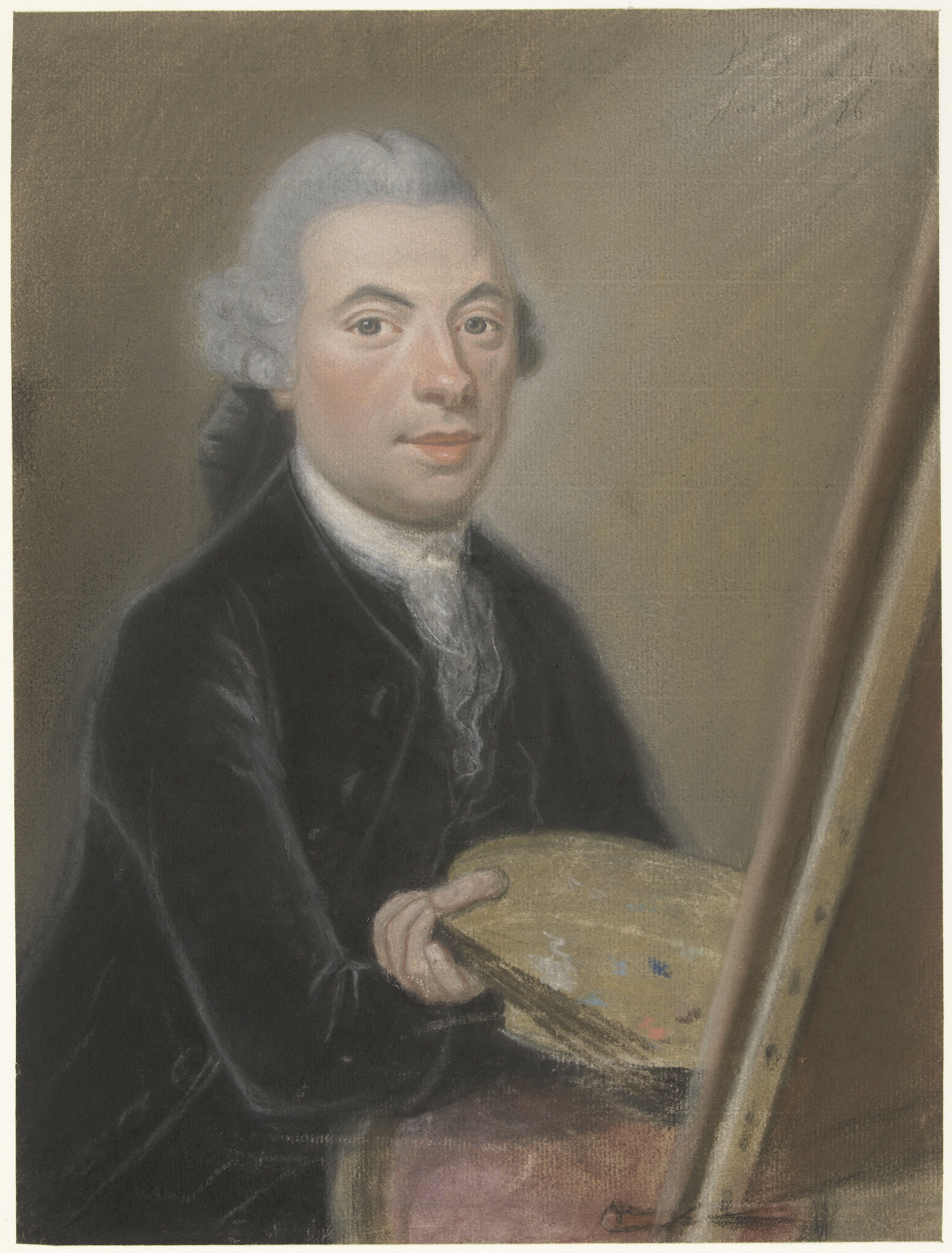
Portret van Jan van Os, door zijn schoonvader Pieter Fredrerik de la Croix

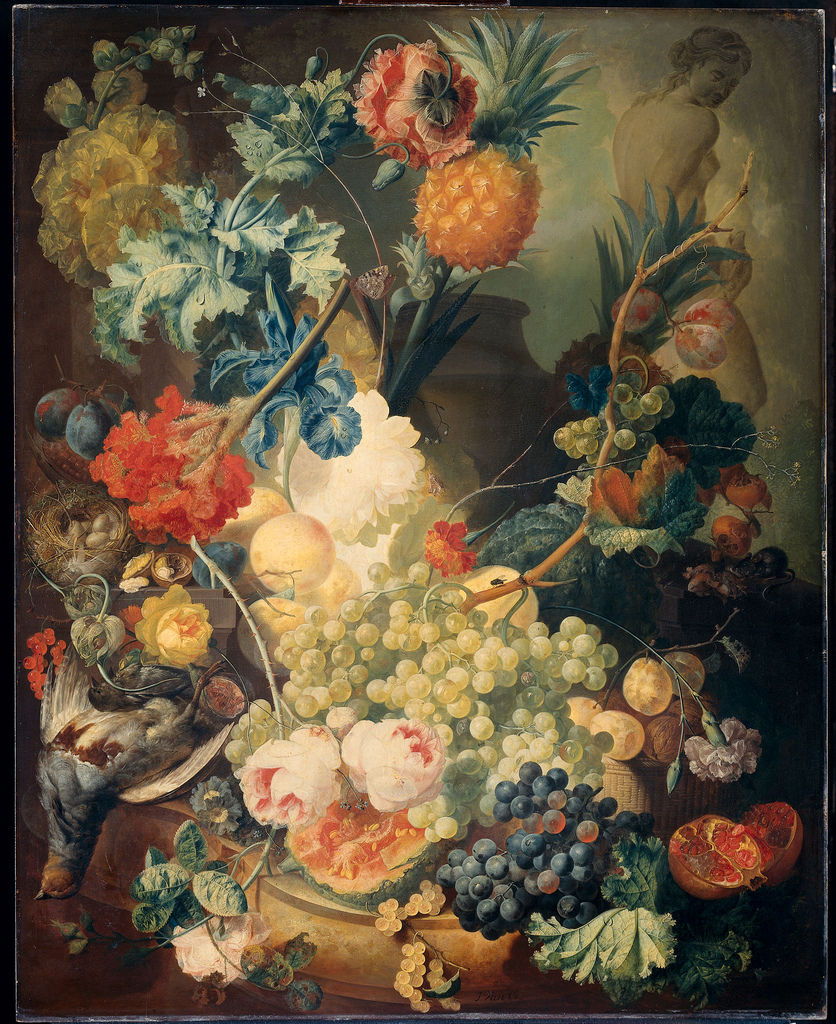
Stilleven met bloemen, fruit en gevogelte

Jan van Os (Middelharnis, 23 februari 1744 – Den Haag, 7 februari 1808) was een Nederlands kunstschilder. Hij schreef ook gedichten en toneelstukken.
Jan van Os was de 'stamvader' van een Nederlandse kunstenaarsfamilie. Hiertoe behoorden zijn zoons, de kunstschilders Pieter Gerardus van Os (1776 – 1839) en Georgius Jacobus Johannes van Os (1782 – 1861), zijn dochter Maria Margaretha van Os (1780-1862) en zijn kleinzoon Pieter Frederik van Os (1808-1892).
Jan van Os trok op jeugdige leeftijd naar Den Haag, waar hij in de leer ging bij Aart Schouman. In 1773 werd hij ingeschreven als lid van het kunstenaarsgenootschap Confrerie Pictura in Den Haag. Zijn portret is geschilderd door Hendrik Pothoven.
Op 17 september 1775 trad hij in het huwelijk met de (naar verluidt) doofstomme portretschilderes Susanna de la Croix, een dochter van de eveneens doofstomme schilder Pieter Frederik de la Croix. Zij kregen zeven kinderen van wie 3 zoons en 1 dochter de volwassen leeftijd bereikten.
Jan van Os schilderde aanvankelijk voornamelijk zeegezichten, maar vermaardheid verwierf hij met zijn stillevens met bloemen en fruit, waarmee hij een internationale reputatie opbouwde. Zijn werk werd tentoongesteld in Engeland, Frankrijk en Duitsland.